# Katonovo pravilo
Katonovo pravilo (latinski: regula Catoniana) je pravno pravilo kojim je određeno da pravni poslovi koji su ništavni u nastanku ne mogu tijekom vremena postati valjani. U rimsko pravo uveo ga je Marko Pocije Katon.
| Quod initio vitiosum est, non potest tractu temporis convalescere.(Što je u početku nevaljano, ne može se tijekom vremena ojačati.) — Paul. Digesta, 50. 17. 29. |

Ovo pravilo uvedeno je u vrijeme Rimske Republike, a odnosilo se na pitanje može li ništavan legat protekom vremena konvalidirati. Katonovo pravilo može se objasniti samo formalističkim karakterom ranog rimskog prava. Nepoznate su okolnosti pod kojima je Katon dao svoje mišljenje, no pretpostavlja se da je utemeljeno na pravljanju oporuke per aes et libram (broncom i vagom). Da bi bila napravljena ovakva oporuka, oporučitelj je morao napraviti mancipaciju svoje ostvine familiae emptori (uzimatelju imanja). Prava mancipacija bila je trenutna predaja, stoga je Katon vjerojatno tvrdio da je jedino vlasništvo koje pojedinačno može biti predmet legata ono koje je u vlasništvu (i u vezi s tim podobno za predaju) u trenutku mancipacije, odnosno kada je napravljena oporuka. Stoga su Sabin i Kasije držali su kako je legat bez uvjeta ništavan ako bi oporučitelj umro, a legator bio oslobođen u trenutku oporučiteljeve smrti.
Rimski pravnik Servije držao je kako valjanost legata ovisi o vremenu stupanja na snagu. Ako bi legat bio bez uvjeta, legator je morao biti slobodan od nasljednikove vlasti u trenutku kada oporučitelj umre, a drugačije bi legat bio ništavan. Ako je legat bio pod uvjetom, postajao bi valjan kada je uvjet ispunjen, odnosno kada legator više nije u vlasti nasljednika.
Dakle, ostavina koju stječe nasljednik morala je biti onakva kakvu je u vlasništvu imao oporučitelj kada je napravio mancipaciju. Potom, čitava oporučiteljeva ostavina morala se predati familiae emptori, koji je trebao biti obvezan predati je nasljedniku. No, čini se da familiae emptor nije stjecao ništa, odnosno ostavina nije bila oduzeta oporučitelju, već je nasljednik, bez da mu se predala ostavina, postao vlasnik kada prihvati ostavinu. Pod takvim okolnostima nije bilo potrebe razvijati Katonovo pravilo, a još manje rabiti ga, posebice u slučaju kada se krši jasna volja oporučitelja. No, začuđujuće je da je Katonovo pravilo razvijano i rabljeno u ranom klasičnom rimskom pravu poslije Servijevog razdoblja koji je dao najrazumljivije mišljenje.
Katonovo pravilo važno je kod pitanja ništavnosti pravnih poslova. Ako se radi o pomanjkanju bitnih pretpostavki za postanak nekog pravnog posla (npr. nedostatak propisanog oblika), takav pravni posao ne će s vremenom postati valjan, pa makar i uz naknadno odobrenje ili priznanje stranaka. Ako stranke žele takav posao ostvariti, moraju ga, kada otpadnu zapreke ništavnost, ponovno sklopiti.
U rimskom pravu ipak je iznimnim slučajevima bila dopuštena konvalidacija ako je otpao razlog ništavnosti (npr. ako netko proda tuđu stvar, a naknadno postane njezinim vlasnikom) ili ako su stranke posao naknadno odobrile (ratihabitacija) ili priznale (npr. ako maloljetnik napravi prodaju koju nakon punoljetnosti ratihabitira). Takva konvalidacija naročito je dolazila u obzir kod pobojnosti ili relativne ništavnosti ako interesna stranka, koja je ovlaštena na pobijanje pravnog posla ili iznošenje razloga ništavnosti istog, izrijekom ili šutnjom posao odobri ili se odrekne pobijanja unutar propisanog roka.

## Hrvatsko građansko pravo
U hrvatskom građanskom pravu to je pravilo izraženo u odredbi čl. 107. Zakona o obveznim odnosima.
| Ništav ugovor ne postaje pravovaljan kad zabrana ili koji drugi uzrok ništavnosti naknadno nestane. — čl. 107. ZOO |

U hrvatskom građanskom pravu također se u iznimnim slučajevima dopušta konvalidacija, odnosno uz ispunjenje zakonom predviđenih pretpostavki. Zakon o obveznim odnosima glede konvalidacije različito tretira ništavne i pobojne pravne poslove. U pravilu, ništavni pravni poslovi ne mogu konvalidirati (kako je izraženo u gore navedenom članku ZOO-a). Iznimno, međutim, i ništavni pravni poslovi prema ZOO-u mogu konvalidirati uz ispunjenje određenih uvjeta određenih Zakonom.
Zabranjeni pravni poslovi će konvalidirati uz pretpostavku da je zabrana manjeg značaja i da je posao izvršen. Zakon o takvom slučaju ništavnost pravnog posla ne može niti isticati, čime se pravni posao osnažuje, odnosno konvalidira. Bilo bi nezamislivo da pravni posao ostane ništav, a da proizvodi pravne učinke valjanog pravnog posla.
Zelenaški pravni posao također može konvalidirati. Pretpostavke konvalidacije su da oštećenik istakne zahtjev da se njegova obveza smanji na pravičan iznos, da takav zahtjev podnese u roku od pet godina od sklapanja pravnog posla te da sud udovolji tom zahtjevu, a udovoljit će ako je to moguće. U tom slučaju, pravni posao, s odgovarajućom izmjenom, ostaje na snazi, premda bi pravilnije bilo izraziti se da postaje valjan, jer je do tog trenutka bio ništav.
Treba istaknuti i konvalidaciju pravnog posla za čiju se valjanost zahtjeva pisani oblik, a nije sklopljen u tom obliku. Pretpostavka konvalidacije takvog pravnog posla je da su ga stranke izvršile, ili u cijelosti ili u pretežnom dijelu.
Za razliku od ništavnih, pobojni pravni poslovi u pravilu mogu konvalidirati. Mogućnost konvalidacije ovisi od ponašanja stranaka, prvenstveno one u čijem je interesu pobojnost ustanovljena. Ona odlučuje hoće li se koristiti pravom da zahtijeva poništenje pravnog posla ili ne. Ako se odrekne prava na poništaj, osim u slučajevima kada joj odricanje unaprijed nije dopušteno (npr. kod prekomjernog oštećenja), ili u zakonskom roku ne podigne tužbu na poništenje, pravni posao će konvalidirati. Isto vrijedi i u slučaju nepodizanja tužbe na poništenje od strane drugih ovlaštenika, ako i nisu ugovorne strane - nadležno državno tijelo, zakonski zastupnik i dr.
Pobojan pravni posao zbog ograničene poslovne sposobnosti će konvalidirati i u slučaju ako zakonski zastupnik naknadno odobri takav posao. To može učinitii i osoba ograničenih poslovnih sposobnosti od trenutka stjecanja pune poslovne sposobnosti.
Iznimno će konvalidacija ovisiti i o volji druge strane, one u čijem interesu nije ustanovljenje pobojnosti. Tako kod zablude, ako je suugovaratelj strane koja je u zabludi spreman ispuniti ugovor kao da zablude nije ni bilo, a kod slučajeva prekomjernog oštećenja, ako suugovaratelj oštećene strane ponudi dopunu do prave vrijednosti.